# Ranunculus hannae
Ranunculus hannae — вид квіткових рослин родини жовтецевих (Ranunculaceae). Ареал: пд. Польща, пд. Латвія.

## Екологія
Росте в густих широколистяних лісах і старому садибному парку.

## Морфологічна характеристика
Квітконосний пагін тонкий, 25–35(40) см. Прикореневі листки нерозділені. Найбільший прикореневий лист ниркоподібний, нерівно-зубчастий. Нижнє стеблове листя ромбоподібно-ланцетне; майже сидячі або черешкове, з 6–10(12) довгими неправильними зубцями з кожного боку. Усі квітки з добре розвиненими пелюстками.